# 奧伊杜拉鄉
45°59′0″N 26°15′0″E / 45.98333°N 26.25000°E
奧伊杜拉鄉（羅馬尼亞語：Comuna Ojdula, Covasna），是羅馬尼亞的鄉份，位於該國中部，由科瓦斯納縣負責管轄，面積113平方公里，海拔高度616米，2007年人口3,526，人口密度每平方公里31人。